# Microclytus compressicollis
Microclytus compressicollis är en skalbaggsart som först beskrevs av François Louis Nompar de Caumont de Laporte och Hippolyte Louis Gory 1841.  Microclytus compressicollis ingår i släktet Microclytus och familjen långhorningar. Inga underarter finns listade i Catalogue of Life.